# Chicagoland Speedway
Le Chicagoland Speedway est un circuit ovale utilisé en NASCAR et auparavant en IndyCar, situé à Joliet, dans l'État de l'Illinois, en banlieue de Chicago.

## Caractéristiques
La piste en forme D, et pas en forme de O comme c'est le cas pour la majorité des circuits de ce type, fut ouverte en 2001 juste à côté de la piste de speedway du Route 66 Raceway ouverte en 1998. 
Parmi les principales courses se tenant chaque année au Chicagoland, figurent en NASCAR Nextel Cup la LifeLock.com 400, en NASCAR Busch Series la USG Durock 300 et en IRL IndyCar Series la Peak Antifreeze Indy 300.

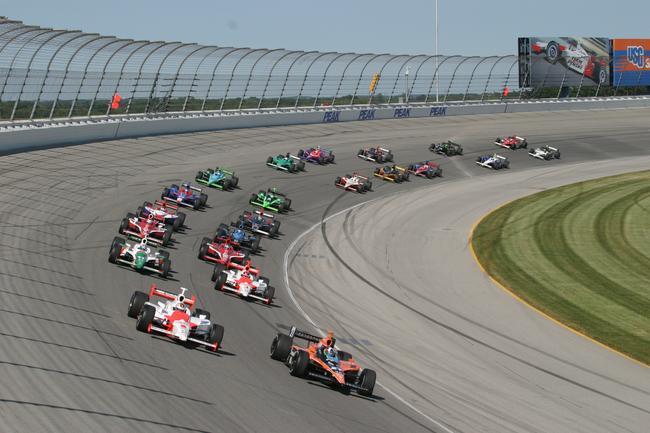
Course d'IndyCar Series sur le Chicagoland Speedway

## Meilleurs tours
Meilleurs tours réalisés sur le circuit: 
- IndyCar (qualifications) : Richie Hearn, 24,521 s (359,140 km/h), 2003
- IndyCar (en course, sur 300 miles) : Dan Wheldon, 1 h 33 min 37 s (313,545 km/h), 10 septembre 2006
- NASCAR Nextel Cup (qualifications) : Jimmie Johnson, 28,701 s (302,793 km/h), 2005
- NASCAR Nextel Cup (en course, sur 400 miles) : Kevin Harvick, 2 h 55 min 37 s (220,210 km/h), 14 juillet, 2002
- NASCAR Busch Series (qualifications) : Ryan Newman, 28,964 s (300,043 km/h), 2005
- NASCAR Busch Series (en course, sur 300 miles) : Kevin Harvick, 2 h 18 min 06 s (209,762 km/h), 9 juillet, 2005